# سرخس پنج‌ریشه خاوری
سرخس پنج‌ریشه خاوری (نام علمی: Pentarhizidium orientale) نام یک گونه از سرده سرخس پنج‌ریشه است.